# Sông Thâm Quyến

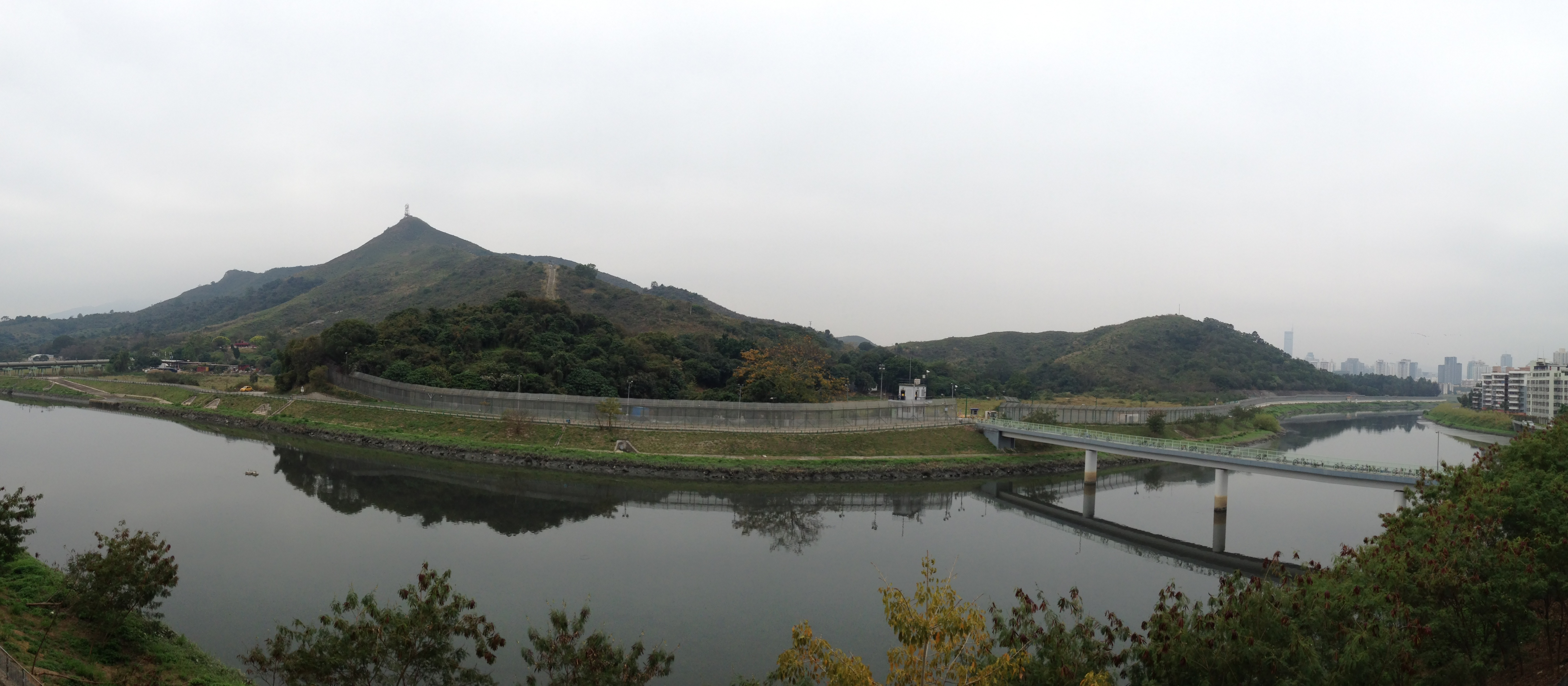
Sông Thâm Quyến, chụp từ địa phận Hồng Kông

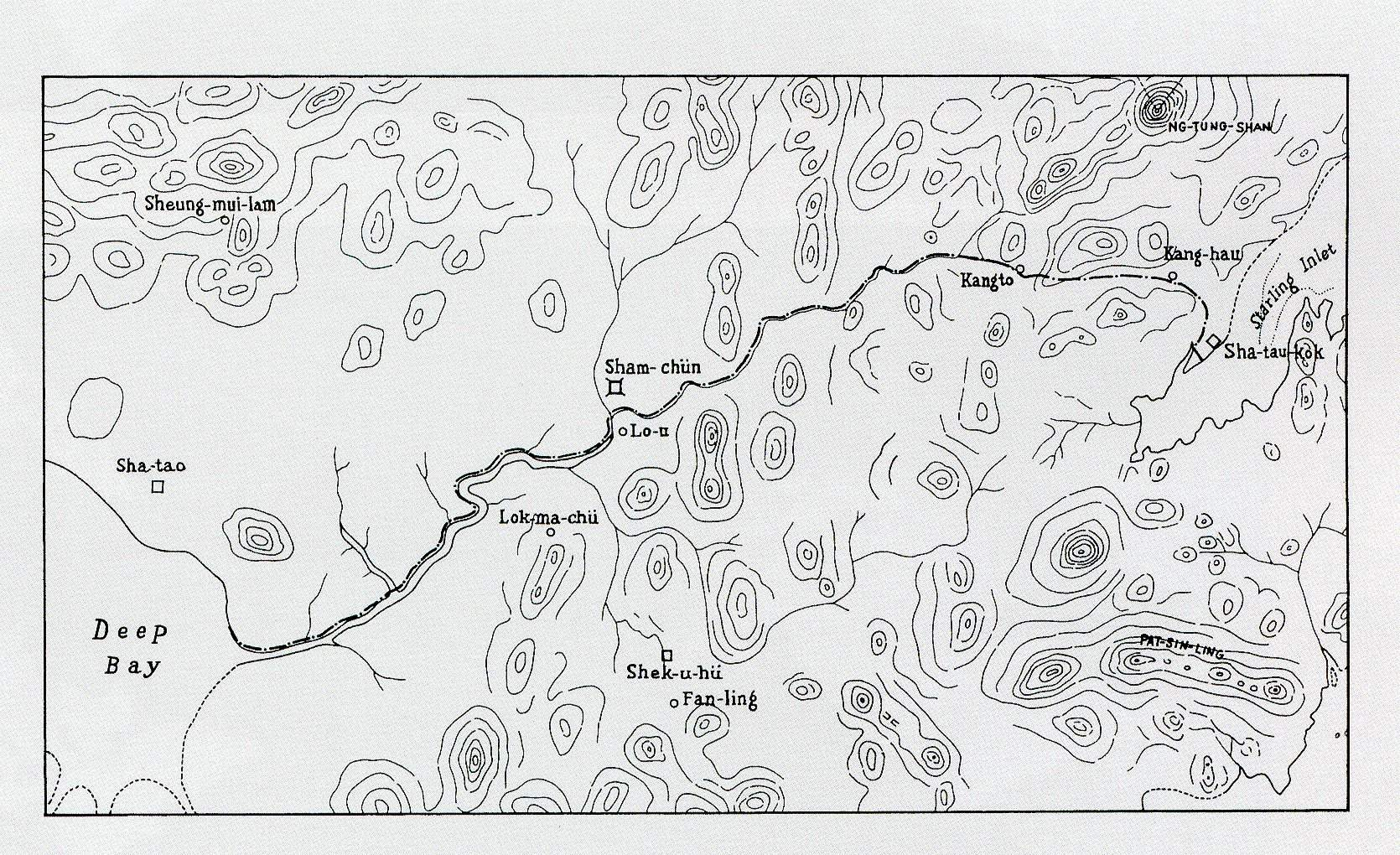
Sông Thâm Quyến trên bản đồ của Hiệp định mở rộng Lãnh thổ Hồn Kông năm 1898

sông Thâm Quyến (tiếng Trung: 深圳河; Hán-Việt: Thâm Quyến hà; bính âm: Shēnzhèn Hé) là sông tạo thành một phần biên giới giữa Hồng Kông và Trung Quốc đại lục, nằm giữa khu Bắc của Hồng Kông và thành phố Thâm Quyến của tỉnh Quảng Đông. Hiện nay, ngoài sông Thâm Quyến ra thì biên giới giữa hai bên còn có sông Sa Đầu Giác và đường Trung Anh.

## Địa lý
Sông Thâm Quyến bắt nguồn từ đỉnh Ngưu Vĩ, do chi lưu thượng du là sông Liên Đường bắt nguồn từ núi Ngô Đồng nên người Hồng Kông xem sông Thâm Quyến phát nguyên từ nơi đó, sông chảy theo hướng đông bắc-tây nam ra vịnh Thâm Quyến. Tổng chiều dài của sông Thâm Quyến là 37 km, độ dốc trung bình của lòng sông là 1,1%. Thủy hệ sông Thâm Quyến phân bố theo hình quạt, các chi lưu chủ yếu là sông Bố Cát, sông Phúc Điền, sông Hoàng Cương, sông Tân Châu, bên phía Hồng Kông có sông Ngô Đồng và sông Bình Nguyên. Diện tích lưu vực của sông Thâm Quyến là 312,5 km², trong đó 125 km² thuộc địa giới Hồng Kông.
Từ Sa Loan về phía trên là đoạn sông thượng du, từ Sa Loan đến Hoàng Bối Lĩnh là đoạn sông trung du, từ Hoàng Bối Lĩnh ra đến cửa sông là đoạn hạ du.
Sông Thâm Quyến khi xưa là nguồn gốc gây ra lũ lụt cho vùng bắc bộ Tân Giới, gần đây chính phủ Hồng Kông và Thâm Quyến dốc sức vào việc chỉnh trị dòng chảy của sông, mở rộng lòng sông và nắn thẳng dòng chảy, do vậy tình hình cải thiện rõ rệt.

## Lịch sử
Sông Thâm Quyến là dòng sông có một vị trí quan trọng trong lịch sử của Hồng Kông, cũng là sông dài nhất trên lãnh thổ này. Thời xưa, sông Thâm Quyến từng được gọi là Minh khê, từ Hiệp định mở rộng Lãnh thổ Hồng Kông năm 1898, đổi sang gọi là sông Thâm Quyến, là biên giới giữa Tân Giới do Anh thuê trong 99 năm với phần còn lại của Trung Quốc.